# Stazione di Oranienburger Straße
La stazione di Oranienburger Straße è una fermata ferroviaria di Berlino, servita esclusivamente dai treni della S-Bahn. Si tratta di una fermata sotterranea, posta lungo il Nord-Süd-Tunnel.

## Storia
La fermata entrò in esercizio il 27 luglio 1936, come parte della prima tratta del Nord-Süd-Tunnel, attivata in occasione dei Giochi Olimpici. Fu progettata dall'architetto Richard Brademann.
Dopo le distruzioni della seconda guerra mondiale, fu riaperta il 16 novembre 1947.
A partire dal 13 agosto 1961, in seguito all'erezione del Muro di Berlino, i treni in servizio sulla linea non effettuarono più le fermate nel territorio di Berlino Est: gli ingressi furono chiusi e la fermata diventò una delle cosiddette "stazioni fantasma" (Geisterbahnhöfe). Venne riaperta il 1º settembre 1990, alcuni mesi dopo la cosiddetta "caduta del muro", e poco prima della riunificazione tedesca.

## Strutture e impianti

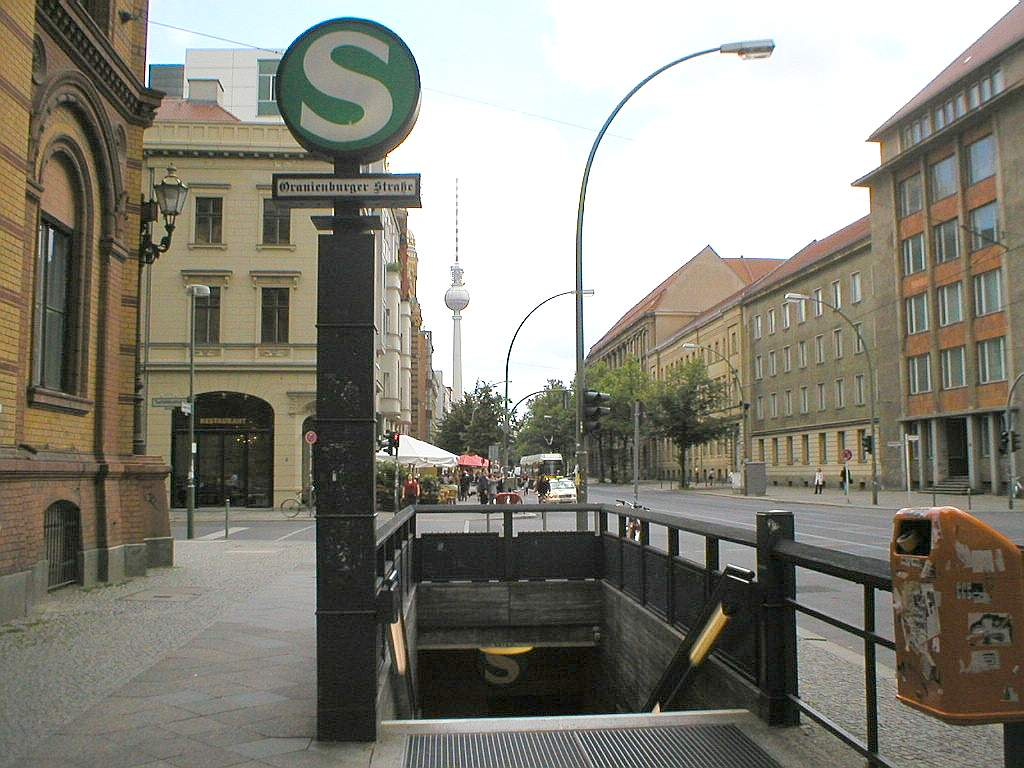
La scala di accesso

La fermata conta due binari, uno per ogni senso di marcia, serviti da una banchina ad isola. L'accesso dalla strada soprastante avviene attraverso due scale, poste alle estremità della banchina.
La decorazione architettonica fu progettata dall'architetto Richard Brademann, e prevede l'uso del colore giallo beige con dettagli arancioni.

## Movimento
La stazione è servita dalle linee S1, S2 e S25 della S-Bahn.